# Marcus Watson
Marcus Watson (27 de junho de 1991) é um jogador de rugby sevens britânico, medalhista olímpico

## Carreira
Marcus Watson integrou o elenco da Seleção Britânica de Rugbi de Sevens, na Rio 2016, conquistando a medalha de prata.